# Lu Rodríguez
Lucía Dominique Rodríguez Altamirano, más conocida como Lu Rodríguez (Tucumán, Argentina; 13 de enero de 1974), es una prestigiosa actriz, productora y cantante argentina - estadounidense. Sus trabajos han sido tanto en televisión como en teatro, recibiendo varios galardones a lo largo de su extensa trayectoria. Actualmente reside con su familia en Nueva York y trabaja en el teatro Broadway.

## Primeros años
Sus abuelos eran oriundos de Colombia y sus padres argentinos. De niña, su pasión era el canto. Por lo cual comenzó a asistir a clases de canto soñando con una carrera en la música. Por desgracia, sus padres no la animaron a seguir esta profesión por lo que terminaron desanimándola. Sin embargo, Lucía estaba decidido a hacer una carrera por lo que comenzó a estudiar actuación, dirección vocal, ballet y aprendió a tocar el piano a los ocho años de edad.

## Carrera
Cuando tenía 11 años, el director argentino Imanol Berrio, la convenció para convertirse en Brigitta Von Trapp en la popular y recordada aventura de "La novicia rebelde", una obra que se haría exclusivamente en Chile, a lo cual de inmediato aceptó la propuesta. Luego del éxito cosechado con el público chileno, regresó a Argentina para ir tras otros éxitos como lo fue la obra de teatro "La clave", "Corazones Desterrados", "Julia va al convento" entre otros. Pero no fue hasta 1994 que su vida iba a cambiar después de conocer el actor Ismael Morandini y al director, escritor y productor chileno Sebastian Mancilla Olivares, quien le ofreció unirse a su grupo de actores estables y jóvenes. En 1996, el director chileno le ofrece ser "Celina Echague", el amor eterno y verdadero de "Juan Marchetti", un adolescente con una misteriosa enfermedad -representada por su amigo y compañero Ismael Morandini- en la obra teatral "La enfermedad incurable" con otros actores desconocidos en ese momento como Juliana Reyes, Pablo Marcolli y el debut teatral del pequeño Az Martínez. La obra se convirtió en un éxito sin precedentes arrasando con premios y críticas sumamente positivas, tanto fue el éxito que se hizo la gira de la obra por todo el territorio Argentino. Después de dos años de inactividad, la actriz regresa para ponerse en la piel de Nicole Ferger, una joven entusiasmada con los elfos y espíritus, en la obra "La Vida de los Elfos" nuevamente dirigida por Mancilla Olivares. En 2001, después de la crisis económica que padecía la Argentina, se trasladó a Colombia para realizar sus estudios en la Universidad Pedagógica Nacional, donde se graduó y luego realizó la Licenciatura en Artes Escénicas. Luego se trasladó a Nueva York, donde trabajó como camarera mientras realizaba audiciones para encontrar trabajo como actriz consiguiendo debutar en el mítico teatro Broadway.

## Teatro
| Año         | Título                   | Personaje          |
| ----------- | ------------------------ | ------------------ |
| 1985 - 1986 | La novicia rebelde       | Brigitta Von Trapp |
| 1986        | La clave                 | Amanda             |
| 1987 - 1988 | Corazones Desterrados    | Justina Pachao     |
| 1989        | Julia va al Convento     | Marisol            |
| 1990        | La Guerra y la Paz       | Griselda           |
| 1992        | La Tierra Prometida      | Sabrina Estrierka  |
| 1993        | Un tranvía llamado deseo |                    |
| 1996 - 1997 | La enfermedad incurable  | Celina Echague     |
| 2000        | La Vida de los Elfos     | Nicole Ferger      |
| 2006        | Los Miserables           | Mujer del Pueblo   |
| 2007        | El Rey León              |                    |
| 2011        | Sister Act               |                    |

## Televisión
- En televisión participó más que todo en comerciales cuando estuvo en Colombia estudiando, pero también fue convocada para un papel menor en la telenovela Anita, no te rajes protagonizada por Ivonne Montero y Jorge Enrique Abello, filmada al sur de la florida en Miami.

## Productora
- Actualmente trabaja como productora en los off de broadway con las obras "The Missing" y "The Ugly Truth", esta última podría considerarse basada en la historia escrita por Sebastian Mancilla Olivares, "La enfermedad incurable".

## Curiosidades
- La actriz se encuentra radicada en Estados Unidos con su familia y no regreso a Argentina desde 2001, a pesar de eso tiene algunos contactos con sus antiguos compañeros.
- Es fanática del Club Atlético Boca Juniors.
- Mientras actuaba en "la enfermedad incurable", la actriz tuvo un romance con su compañero Ismael Morandini, terminando la relación 5 meses después del final de la obra.
- Se lució en Broadway como cantante pero anunció que dejaría los musicales solo para entrar al negocio de productora.
- Su color favorito es el Azul.

- Datos: Q15635124